# ヴァディム・アブラモフ
ヴァディム・アブラモフ (英語: Vadim Abramov、1953年2月6日 - ) は、ウズベキスタンのアルメニア人プロサッカー選手、サッカー指導者。アゼルバイジャンのバクー出身。2010年から2012年6月、2019年から2021年までサッカーウズベキスタン代表監督を務めていた。

## 監督歴
アブラモフは2003年から2005年までトラクトル・タシュケントの監督を務めていた。2004年、クラブはウズベキスタン・カップで準優勝し、翌年の2005年にはウズベク・リーグで4位の成績を挙げた。2006年、彼はロコモティフ・タシュケントの監督に就任した。ロコモティフ・タシュケントは2009年に6位に入った。2010年4月6日、アブラモフはサッカーウズベキスタン代表監督の打診を受け、ミルジャラル・カシモフに代わって代表監督に就任した。
彼はAFCアジアカップ2011でウズベキスタン代表で指揮をとった。
AFCアジアカップの開幕戦となったカタール戦では開催国を2-0で破った。
グループリーグA組を1位で突破して準々決勝に進出、ヨルダンと対戦した。ヨルダンを2-1で下して準決勝に駒を進めたが、準決勝ではオーストラリアに敗れ3位決定戦に回った。3位決定戦では韓国代表と対戦したが、2-3で敗れ4位に終わった。2012年6月4日、タシュケントで行われた2014 FIFAワールドカップ・アジア予選4次予選初戦のイランにおいて0-1で敗れた後、アブラモフは代表監督を辞任した。しかし、2019年9月24日にエクトル・クーペルが辞任したため、7年ぶりに監督を再任する。

## 獲得タイトル

### 個人賞
- ウズベキスタン最優秀監督賞 3位: 2005
- ウズベキスタン最優秀監督賞 1位: 2011

### 監督
- ウズベキスタン・カップ 準優勝: 2004
- AFCアジアカップ 4位: 2011